# 巴哈馬元
巴哈馬元 （貨幣編號: BSD）是巴哈馬自1966年起的流通貨幣。輔幣單位為分，1元=100分。巴哈马元与美元等值。

## 流通中的貨幣

### 硬幣

巴哈馬流通中的 5 款硬幣。

- 1 分 (已於2020年底退出流通)
  - 正面：巴哈馬國徽、國號、年份
  - 背面：3 隻海星、面值
- 5 分
  - 正面：巴哈馬國徽、國號、年份
  - 背面：菠蘿、面值
- 10 分
  - 正面：巴哈馬國徽、國號、年份
  - 背面：兩條魚、面值
- 15 分
  - 正面：巴哈馬國徽、國號、年份
  - 背面：三朵扶桑花、面值
- 25 分
  - 正面：巴哈馬國徽、國號、年份
  - 背面：一艘帆船、面值

### 紙幣

巴哈馬 6 種面額的紙幣。

- 50 分
  - 正面：女王伊莉莎白二世
  - 背面：莎拉妹妹於稻草市場
- 1 元
  - 正面：林登·平德林爵士
  - 背面：巴哈馬皇家警察樂隊
- 3 元
  - 正面：女王伊莉莎白二世
  - 背面：帆船與海灘
- 5 元
  - 正面：塞西爾·華萊士·惠特菲爾德爵士
  - 背面：Junkanoo舞蹈
- 10 元
  - 正面：斯塔福德·桑茲爵士
  - 背面：阿巴科群島的希望鎮燈塔
- 20 元
  - 正面：斯塔福·沙德爵士
  - 背面：拿索港
- 50 元
  - 正面：羅蘭·西奧多·西莫內特爵士
  - 背面：巴哈馬中央銀行
- 100 元
  - 正面：女王伊莉莎白二世
  - 背面：大西洋藍槍魚

## 外部連結
- 巴哈馬元紙幣介紹 （页面存档备份，存于）
- 唐的世界硬币画廊：Bahamas
- 罗恩·怀斯的世界纸币：Bahamas 镜像网站
- 环球货币历史：Bahamas
- 《环球金融资料》货币历史表格（ 微软试算表格式）
- 联邦银行巴哈马（5月21日，2013年）取自 （页面存档备份，存于）